# Who Am I
«Who Am I» — песня американской группы христианского рока Casting Crowns, вышедшая 22 февраля 2004 года на лейблах Beach Street Records и Reunion Records в качестве второго сингла из дебютного студийного альбома Casting Crowns (2003).
Трек написан Марком Холлом и спродюсирован Марком А. Миллером и Стивеном Кёртисом Чепменом. Это баллада в стиле поп-рок и adult contemporary, песня построена вокруг фортепиано и использует оркестровые звуки. Лирически песня посвящена поклонению Богу. После выхода песня получила положительные отзывы музыкальных критиков, некоторые из них назвали её одной из лучших песен дебютного альбома.
Песня «Who Am I» получила награды за «Песню года» и «Поп/современную песню года» на 36-й церемонии GMA Dove Awards, а также была номинирована на «Песню поклонения года». Песня добилась успеха на христианском радио, возглавив чарты Billboard Hot Christian Songs и Hot Christian AC, а также одновременно заняв верхние строчки в чартах Radio & Records Christian AC, Christian CHR и INSPO. Сингл получил золотой сертификат Американской ассоциации звукозаписывающей индустрии (RIAA), что означает продажи более 500 000 цифровых загрузок, а затем и платиновый. Группа Casting Crowns исполняла эту песню на концертах и специальных мероприятиях, а в 2013 году перезаписала её для своего акустического альбома The Acoustic Sessions: Volume One.

## История
По словам вокалиста группы Марка Холла, идея песни «Who Am I» возникла, когда он ехал домой с женой и детьми однажды вечером. Холл, у которого во время поездки было личное время для поклонения, вспоминает, что он задался вопросом: «Кто я такой, чтобы думать, что я могу просто взывать к Богу, когда захочу, из глуши, и ожидать, что Он меня услышит?».
Песню «Who Am I» описывают как поп-рок и adult contemporary балладу.

## Отзывы и признание
Песня «Who Am I» получила в основном положительные отзывы от музыкальных критиков. Энди Аргиракис из журнала CCM Magazine назвал песню «выдающейся» в альбоме. Том Ленни из Cross Rhythms отметил её как одну из лучших песен дебютного альбома. В 2007 году Андри Фариас из Christianity Today назвал её одной из многих песен Casting Crowns, ставших «любимыми гимнами христианской веры». В 2013 году Роджер Гелвикс назвал её «фаворитом радиостанций», но счёл её «устаревшей». На 36-й церемонии GMA Dove Awards песня «Who Am I» получила награды за «Песню года» и «Поп/современную песню года»; она также была номинирована на «Песню поклонения года».
Песня «Who Am I» была выпущена на радиостанциях Christian adult contemporary, Christian CHR и Soft AC/Inspirational 22 января 2004 года в качестве второго сингла из дебютного альбома группы. Она провела шесть недель на вершине чарта Billboard Christian Songs и две недели на вершине чарта Hot Christian AC. Он также одновременно возглавил чарты Radio & Records Christian AC, Christian CHR и INSPO. 26 июля 2011 года он получил золотой сертификат, а 10 января 2018 года — платиновый от Американской ассоциации звукозаписывающей индустрии (RIAA), что означает эквивалентные продажи в 500 000 и 1 000 000 единиц соответственно.

## Чарты
| Чарт (2004)                         | Высшая позиция |
| ----------------------------------- | -------------- |
| США (Billboard Christian Airplay)   | 1              |
| США (Billboard Hot Christian Songs) | 1              |
| US Christian AC (Radio & Records)   | 1              |
| US Christian CHR (Radio & Records)  | 1              |
| US INSPO (Radio & Records)          | 1              |

| Чарт (2000-е)              | Позиция |
| -------------------------- | ------- |
| Billboard Hot Christian AC | 12      |

## Сертификации
| Регион                                                                      | Сертификация  | Продажи   |
| --------------------------------------------------------------------------- | ------------- | --------- |
| США (RIAA)                                                                  | 2× Платиновый | 2 000 000 |
| Данные о продажах + прослушиваниях приведены только на основе сертификации. |               |           |